# A Hat Világrész
A hat világrész címen útleírásokat tartalmazó magyar könyvsorozat 1923–1929 között jelent meg. Kiadója a Világirodalom Könyvkiadóvállalat, szerkesztője Halász Gyula földrajztudós volt.
2005–2006-ban az Enciklopédia Kiadó több kötetet ismét megjelentetett reprint kiadásban.

## Kötetei
Az eredeti sorozat az alábbi köteteket tartalmazta:
- 1. Roald Amundsen; Amundsen északi útja. Az északnyugati átjáró; ford. Halász Gyula; 1923
- 2. Ernest Shackleton: Az Antarktisz szívében. Száznyolcvan kilométerre a Déli Sarktól; 1923
- 3. Nansen: Az eszkimók között; 1923
- 4. Torday Emil: Bolyongások Afrikában. Három utazás az egyenlítő vidékén; 1923
- 5. Magalhaes: A Föld első körülhajózása; 1924
- 6. Bíró Lajos: Hét év Új-Guineában. Levelek két világrészből; 1924
- 7. Amundsen: A Déli-sark meghódítása; 1924
- 8. James Cook: Világtengereken át. Három utazás a föld körül; 1924
- 9. Kuhárszky Tihamér: Egyiptom. Ó-Egyiptom feltárása. Tut-Anch-Amon fáraó sírja; 1924
- 10. Nordenskiöld: Az indiánok között. El Gran Chaco Délamerika; 1924
- 11. Georges-Marie Haardt–Louis Audouin-Dubreuil: A Szaharán keresztül. A sivatag első átszelése Citroën-automobilon. Touggourttól Timbuktuig; 1925
- 12. Nielsen: A trópusokon át a déli jeges tengerre. Cetvadászok útja; ford. Baktay Ervin; 1924
- 13. Torday Emil: Afrikai emlékek gy Afrika-kutató naplójából; 1924
- 14. Nordenskiöld: Indiánok és fehérek. Vándorlások Bolíviában; 1924
- 15. Zboray Ernő: Az örök nyár hazájában. Feljegyzések Jáva szigetéről; 1924
- 16. Edmund Candler: Tibet leleplezése. A brit hadsereg benyomulása Lasszába; 1925
- 17. Francis Drake: Angol lobogó alatt a Föld körül; 1925
- 18. Lambrecht Kálmán: A Mount Everest ostroma; 1924
- 19. Shackleton: Dél. Az Endurance hajótöröttjei. 1914-1917; 1925
- 20. Madarász László: A levegő meghódítása. A léghajózás és géprepülés története kezdettől a mai napig; 1926
- 21. Pásztor Árpád: Amerika Kanadától Panamáig; 1924
- 22. Popper József: A mai Szovjetoroszország. Egy tanulmányút élményei; 1926
- 23. Gilbert Gile Nicaud: Pelletier Doisy repülőútja Páristól Tokióig; előszó de la Vaulx gróf, ford. Szilber József; 1929

### A hat világrész. Utazások és fölfedezések(reprint)
Reprint kiadásban a következő kötetek jelentek meg, 2005-2006–ban:
- I. Roald Amundsen északi útja
- II. Shakleton: Az Antarktisz szívében száznyolcvan kilométerre a Déli sarktól
- III. Magalhaes: A Föld első körülhajózása
- IV. Popper József: A mai Szovjetoroszország
- V. Sir Francis Drake: Angol lobogó alatt a Föld körül
- VI. G. M. Haardt–L. Audouin-Dubreuil: A Szaharán keresztül